# Domaine de Bellecroix
Le domaine de Bellecroix est une propriété située sur la commune du Pian-sur-Garonne, dans le département de la Gironde, en France.

## Localisation
Le domaine se trouve dans la partie sud de la commune du Pian, au lieu-dit l'Église, le long de la route départementale D1113 (ancienne route nationale 113), à proximité de la commune de Saint-Macaire.

## Historique
L'édifice a été construit au XVIIe siècle - plus précisément en 1670 comme l'atteste une inscription sur un mur latéral - et est inscrit au titre des monuments historiques  par arrêté du 12 octobre 2001.